# Javier Arenas Bocanegra
Francisco Javier Arenas Bocanegra (Sevilla, 28 de diciembre de 1957) es un jurista, funcionario y político español. Fue presidente del Partido Popular Andaluz entre 1993 y 1999 y de nuevo entre 2004 y 2012, así como vicepresidente segundo del Gobierno de España entre 2003 y 2004 y ministro de diversas carteras: Trabajo y Asuntos Sociales (1996-1999), Administraciones Públicas (2002-2003) y de la Presidencia (2003-2004).

## Vida
Nacido en Sevilla, su infancia transcurrió en Olvera (Cádiz), lugar natural de sus padres. Fue alumno del colegio claretiano San Antonio María Claret de Sevilla. Es licenciado en Derecho por la Universidad de Sevilla y tiene un máster en Dirección de Empresas. Está casado y tiene tres hijos. Fue funcionario del Ministerio de Cultura, donde aún permanece en excedencia.

## Trayectoria política

### Inicios
Inició su carrera política en UCD y luego en PDP. Fue teniente de alcalde del Ayuntamiento de Sevilla de 1983 a 1987, convirtiéndose además en el concejal más joven que había tenido el ayuntamiento hispalense. También fue parlamentario andaluz de 1986 a 1989 y Presidente del Partido Popular de Andalucía de 1993 a 1999, donde inició una profunda remodelación que prácticamente fundó el partido en la región. Dentro del PP forma parte del sector ideológico más próximo a Mariano Rajoy, como se pudo apreciar en el congreso de Valencia de 2008, en el que Javier Arenas apoyó la candidatura de Rajoy.

### Ministro

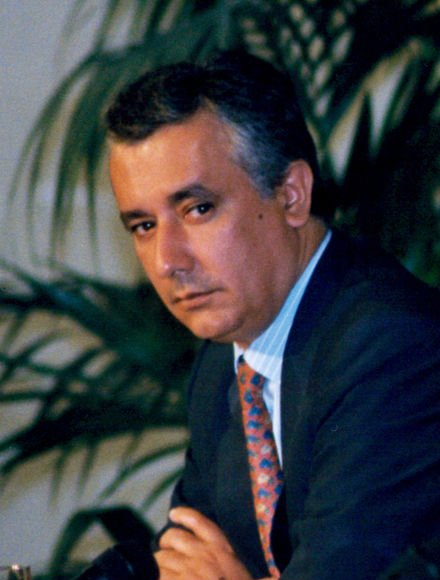
Fotografiado en julio de 1996 en La Moncloa.

Antes de su desempeño en el Gobierno nacional, el presidente popular, José María Aznar, lo nombró vicesecretario del PP en enero de 1991. Designado por José María Aznar como ministro de Trabajo y Asuntos Sociales en 1996, durante su mandato la tasa de paro pasó del 21,73% en 1996 al 15,32% en 1999. Fue sustituido en su cargo casi tres años después por el hasta entonces secretario de Estado Manuel Pimentel, y nombrado secretario general del Partido Popular hasta 2003, cargo que resultaba incompatible con el que ejercía en el Gobierno. En el 2002 fue nombrado ministro de Administraciones Públicas y a finales del 2003 pasa a ser vicepresidente segundo y ministro de la Presidencia durante poco menos de un año.
El 13 de agosto de 2013 fue a declarar a la Audiencia Nacional junto a Francisco Álvarez-Cascos, ambos en calidad de testigos, tras las acusaciones de Luis Bárcenas por supuestos cobros en B (sin declarar).

### Candidato a presidente de la Junta de Andalucía
Aunque ya había sido candidato en las elecciones de 1994 y 1996, en sustitución de Gabino Puche, sin conseguir alcanzar el Palacio de San Telmo, a partir de 2004 regresa a la política andaluza presentando su candidatura a la Presidencia de la Junta de Andalucía para las elecciones que se celebraron en 2008. En ellas, obtiene el mejor resultado en la historia del PP andaluz, ganando las elecciones en la provincia de Almería, en la que se presentó como cabeza de lista.
Al obtener menos votos que el PSOE (38.45 % del PP frente al 48.41 % del PSOE), esta resultó ser su tercera derrota electoral como candidato a Presidente de la Junta de Andalucía (1994, 1996 y 2008). En las elecciones de 2012, llevó al Partido Popular a ser la lista más votada en las autonómicas andaluzas por primera vez, con el 40,66 % de los votos, lo que fue de nuevo insuficiente para formar un gobierno alternativo al socialista, que encabezó entonces José Antonio Griñán, en coalición con Izquierda Unida.

## Cargos públicos desempeñados
- Concejal del Ayuntamiento de Sevilla (1983-1987).
- Teniente de Alcalde del Ayuntamiento de Sevilla (1983-1987).
- Diputado por Sevilla en el Parlamento de Andalucía (1986-1989).
- Diputado por Sevilla en el Congreso de los Diputados (1989-1994).
- Diputado por Sevilla en el Parlamento de Andalucía (1994-1999).
- Ministro de Trabajo y Asuntos Sociales del Gobierno de España (1996-1999).
- Secretario general del Partido Popular (1999-2003).
- Diputado por Sevilla en el Congreso de los Diputados (2000-2008).
- Ministro de Administraciones Públicas del Gobierno de España (2002-2003).
- Vicepresidente Segundo del Gobierno de España y Ministro de la Presidencia (2003-2004).
- Diputado por Almería en el Parlamento de Andalucía (desde 2008).
- Portavoz del Grupo Parlamentario Popular en el Parlamento de Andalucía (2008).
- Portavoz adjunto del Partido Popular en el Senado (2022-2023).
- Portavoz del Partido Popular en el Senado (desde 2023)

## Cargos del partido desempeñados
- Presidente del PP de Andalucía (1993-1999).
- Secretario general del PP (1999-2003).
- Presidente del PP de Andalucía (2004-2012).
- Vicesecretario general de Política Autonómica y Local del PP (Desde 2008).